# Miami Open 2006
Il Miami Open 2006 (conosciuto anche come NASDAQ-100 Open, per motivi di sponsorizzazione)
è stato un torneo di tennis giocato sulla cemento.
È stata la 22ª edizione del Miami Open, che faceva parte della categoria ATP Masters Series nell'ambito dell'ATP Tour 2006,
e della Tier I nell'ambito del WTA Tour 2006.
Sia il torneo maschile che quello femminile si sono giocati al Tennis Center at Crandon Park di Key Biscayne in Florida,
dal 20 marzo al 2 aprile 2006.

## Campioni

### Singolare maschile
Roger Federer ha battuto in finale  Ivan Ljubičić per 7–6(5), 7–6(4), 7–6(6).

### Singolare femminile
Svetlana Kuznecova ha battuto in finale  Marija Šarapova per 6-4, 6-3.

### Doppio maschile
Jonas Björkman /  Maks Mirny hanno battuto in finale  Bob Bryan /  Mike Bryan per 6-4, 6-4.

### Doppio femminile
Lisa Raymond /  Samantha Stosur hanno battuto in finale  Liezel Huber /  Martina Navrátilová per 6-4, 7-5.